# Albertisia apiculata
Albertisia apiculata là một loài thực vật có hoa trong họ Biển bức cát. Loài này được (Troupin) Forman mô tả khoa học đầu tiên năm 1975.